# Anne-Marie Reynaud
Anne-Marie Reynaud, née Anne-Marie Beyssac à Saint-Étienne le 21 janvier 1945 et morte à Paris le 26 mai 2009, est une danseuse et chorégraphe française. Elle fut l'une des grandes figures de la danse contemporaine en France.

## Biographie
Formée en danse rythmique à l’École de danse harmonique et rythmique d'Irène Popard, elle se passionne pour la danse contemporaine et acquiert les techniques de Martha Graham et Mary Wigman. En 1974 a lieu sa rencontre décisive avec la chorégraphe américaine Carolyn Carlson qui vient d’être nommée « étoile-chorégraphe » à l’Opéra de Paris par son directeur Rolf Liebermann : Anne-Marie Reynaud intègre alors sa troupe, le Groupe de recherches théâtrales de l'Opéra de Paris (GRTOP), et « participe à la création d’œuvres qui établissent la modernité chorégraphique en France et bouleversent l’esthétique alors en cours ».
En 1976, elle fonde avec Odile Azagury la compagnie Le Four solaire, définie comme « lieu collectif pluridisciplinaire de recherches et de productions artistiques » : les spectacles, conçus collectivement avec les danseurs (parmi eux Daniel Larrieu), apportent un souffle nouveau à la danse et, en poussant les portes des théâtres, investissent des espaces extérieurs, publics et en plein air, jusqu'alors inexplorés par la danse contemporaine. De 1985 à 1994, elle dirige le Centre chorégraphique régional — national à partir de 1989 — de Bourgogne. Elle rejoint en 1995 l’équipe d’Île-de-France Opéra et Ballet où elle assure la programmation du festival « Îles de Danses », avant d'être nommée en juillet 1998 directrice de l’Institut de pédagogie et de recherche chorégraphiques du Centre national de la danse.

## Filmographie
- 1976 : Noroît de Jacques Rivette